# Fritz Strobl
Fritz Strobl (Lienz, 24 augustus 1972) is een Oostenrijks voormalige alpineskiër.

## Palmares

### Olympische winterspelen
- Salt Lake City (2002)
  - Gouden medaille in de afdaling

### Wereldkampioenschap
- Are (2007)
  - Gouden medaille in de nationale race
  - Zilveren medaille in de super G

1948: Henri Oreiller ·
1952: Zeno Colò ·
1956: Toni Sailer ·
1960: Jean Vuarnet ·
1964: Egon Zimmermann ·
1968: Jean-Claude Killy ·
1972: Bernhard Russi ·
1976: Franz Klammer ·
1980: Leonhard Stock ·
1984: Bill Johnson ·
1988: Pirmin Zurbriggen ·
1992: Patrick Ortlieb ·
1994: Tommy Moe ·
1998: Jean-Luc Crétier ·
2002: Fritz Strobl ·
2006: Antoine Dénériaz ·
2010: Didier Défago ·
2014: Matthias Mayer ·
2018: Aksel Lund Svindal ·
2022: Beat Feuz